# Parancistrocerus atkinsi
Parancistrocerus atkinsi är en stekelart som beskrevs av Jseph Charles Bequaert Henry Salt 1931.
Parancistrocerus atkinsi ingår i släktet Parancistrocerus och familjen Eumenidae. Inga underarter finns listade i Catalogue of Life.